# Ашнин, Фёдор Дмитриевич
Фёдор Дмитриевич Ашнин (19 января 1922 года — 12 октября 2000 года) — советский и российский лингвист, тюрколог, историк языкознания.

## Биография
Участник Великой Отечественной войны. Окончил Военный институт иностранных языков Советской армии (1949), затем аспирантуру Института языкознания АН СССР. В 1958 году защитил кандидатскую диссертацию «Указательные местоимения и их производные в азербайджанском, турецком и туркменском языках». С конца 1980-х годов активно и последовательно (один из немногих исследователей) занимался восстановлением «белых пятен» в истории советского языкознания периода тоталитаризма и судьбами репрессированных филологов. По собственной инициативе приступил к составлению «Мартиролога советских языковедов».
Особенно много занимался Ф. Д. Ашнин судьбой, творческим наследием, обстоятельствами жизни и гибели российских учёных с мировыми именами: академика А. Н. Самойловича (1880—1938) и профессора Евгения Поливанова (1891—1938), посылая многочисленные запросы в архивы, изучая протоколы допросов из сфабрикованных уголовных дел.
Печатался в журнале «Вестник Евразии», других изданиях.
Важным итогом многолетних исследований стал коллективный труд, вышедший уже после смерти Ф. Д. Ашнина — книга «Репрессированная тюркология» (2002).

## Основные работы
- Ашнин Ф. Д., Алпатов В. М. «Дело славистов»: 30-е годы. М.: Наследие, 1994.
- Ашнин Ф. Д., Алпатов В. М. «Российская национальная партия» — зловещая выдумка советских чекистов // Вестник РАН. 1994. № 10. С. 920—930.
- Ашнин Ф. Д. и др. Репрессированная тюркология / Ф. Д. Ашнин, В. М. Алпатов, Д. М. Насилов; Институт востоковедения РАН. — М.: Восточная литература, 2002. — 296 с. — 800 экз. — ISBN 5-02-018338-5. (обл.)